# Coppa del Qatar 2015 (pallavolo maschile)
La Coppa del Qatar 2015 si è svolta dal 26 aprile al 2 maggio 2015: al torneo hanno partecipato 4 squadre di club qatariote e la vittoria finale è andata per la quindicesima volta, la seconda consecutiva, all'Al-Arabi.

## Regolamento
La competizione prevede la partecipazione delle prime quattro classificate nella Qatar Volleyball League; le squadre vengono accoppiate col metodo serpentina dando vita alle semifinale al meglio delle tre gare e alla finale in gara unica.

## Squadre partecipanti
| - Al-Arabi - Al-Jaish - Al-Rayyan - Police |

## Torneo

### Semifinali

#### Gara-1
| 26 aprile 2015 Al-Arabi Hall, Doha Durata: ? - Spettatori: ? | Al-Arabi  | 3 - 2 | Al-Jaish | 18-25, 23-25, 31-29, 26-24, 19-17 |
| 26 aprile 2015 Al-Arabi Hall, Doha Durata: ? - Spettatori: ? | Al-Rayyan | 3 - 1 | Police   | 24-26, 25-19, 25-15, 25-22        |

#### Gara-2
| 28 aprile 2015 Al-Arabi Hall, Doha Durata: ? - Spettatori: ? | Al-Jaish | 0 - 3 | Al-Arabi  | 19-25, 23-25, 12-25 |
| 28 aprile 2015 Al-Arabi Hall, Doha Durata: ? - Spettatori: ? | Police   | 0 - 3 | Al-Rayyan | 23-25, 20-25, 21-25 |

### Finale
| 2 maggio 2015 Al-Arabi Hall, Doha Durata: ? - Spettatori: ? | Al-Arabi | 3 - 1 | Al-Rayyan | 24-26, 25-23, 27-25, 25-23 |